# 1437 en santé et médecine
| Années de la santé et de la médecine : 1434 - 1435 - 1436 - 1437 - 1438 - 1439 - 1440    |
| Décennies de la santé et de la médecine : 1400 - 1410 - 1420 - 1430 - 1440 - 1450 - 1460 |

Cet article présente les faits marquants de l'année 1437 en santé et médecine.

## Événements
- Avril-juin : épidémie de peste à Dubrovnik, capitale de la république de Raguse[1].
- La confrérie des chirurgiens de Paris, fondée vers 1260 par Saint Louis, est agrégée à l'université[2].
- Selon Nicolas de Cues, c'est à un Turc qu'est confiée la direction des hôpitaux de Constantinople[3].
- Grave famine au Tibet, dans les régions de Ü, Tsang et Kham[4].
- A Paris, s'élève entre Roland l'Écrivain, docteur en médecine, et Laurent Muste, bachelier en théologie, une controverse concernant la prévision astrologique de dates propices à la saignée et à la prise de laxatifs, débat à l'occasion duquel les arbitres, dont un théologien, suggèrent que tout médecin devrait posséder une copie du Grand Almanach, pour connaître la position de la Lune, et un astrolabe, pour observer le ciel avec précision[5].
- 1437-1438 : fondation de la faculté de médecine de l'université de Caen par Henri VI, roi d'Angleterre et souverain effectif en Normandie[6],[7].
- 1437-1440 : « seule vraie famine [en Flandre] au XVe siècle », selon Adriaan Verhulst[8].

## Publication
- Ralph Hoby, franciscain d'Hereford en Angleterre, compose un Tractatus phisice astronomice ad magnam securitatem exercitii artis medicine[9], très inspiré du De urina non visa de Guillaume l'Anglais et d'autres promoteurs de l'astrologie médicale[10].

## Naissance
- Entre 1437 et 1460 : Jérôme Münzer (mort en 1508), médecin et voyageur allemand[11].